# ري (نيويورك)
ري (بالإنجليزية: Rye (city), New York)‏ هي مدينة تقع في الولايات المتحدة في مقاطعة ويستتشستر، نيويورك. يقدر عدد سكانها بـ 30,000 نسمة ومساحتها 51.9 كم2 .

## التركيبة السكانية
حدّد مكتب تعداد الولايات المتحدة بيانات التركيبة السكانية لري في تعداد الولايات المتحدة. في ما يلي، التركيبة السكانية حسب تعدادي 2000 و2010.

### تعداد عام 2000
بلغ عدد سكان ري 14,955 نسمة بحسب تعداد عام 2000، وبلغ عدد الأسر 5,377 أسرة وعدد العائلات 4,027 عائلة مقيمة في المدينة. في حين سجلت الكثافة السكانية 288.4 نسمة لكل كيلومتر مربع (747.0/ميل2). وبلغ عدد الوحدات السكنية 5,559 وحدة بمتوسط كثافة قدره 107.2 لكل كيلومتر مربع (277.6/ميل2).
وتوزع التركيب العرقي للمدينة بنسبة 89.61% من البيض و1.27% من الأمريكيين الأفارقة و0.11% من الأمريكيين الأصليين و6.49% من الأمريكيين ذوي الأصول الآسيوية و0.01% من سكان جزر المحيط الهادئ و1.27% من الأعراق الأخرى و1.24% من عرقين مختلطين أو أكثر و4.80% من الهسبانيون أو اللاتينيون من أي عرق.
بلغ عدد الأسر 5,377 أسرة كانت نسبة 41.2% منها لديها أطفال تحت سن الثامنة عشر تعيش معهم، وبلغت نسبة الأزواج القاطنين مع بعضهم البعض 66.6% من أصل المجموع الكلي للأسر، ونسبة 6% من الأسر كان لديها معيلات من الإناث دون وجود شريك، بينما كانت نسبة 2.3% من الأسر لديها معيلون من الذكور دون وجود شريكة وكانت نسبة 25.1% من غير العائلات. تألفت نسبة 21.4% من أصل جميع الأسر من عدة أفراد يعيشون في نفس المنزل ونسبة 10.4% كانت تتألف من شخص يعيش بمفرده يبلغ من العمر 65 عاماً أو أكثر. وبلغ متوسط حجم الأسرة المعيشية 2.78، أما متوسط حجم العائلات فبلغ 3.26.
بلغ العمر الوسطي للسكان 38.1 عاماً. وكانت نسبة 29.8% من القاطنين تحت سن الثامنة عشر، وكانت نسبة 3.8% بين الثامنة عشر والرابعة والعشرين عاماً، ونسبة 29.7% كانت واقعةً في الفئة العمرية ما بين الخامسة والعشرين والرابعة والأربعين عاماً، ونسبة 23.3% كانت ما بين الخامسة والأربعين والرابعة والستين، ونسبة 13.4% كانت ضمن فئة الخامسة والستين عاماً فما فوق. يوجد لكل 100 أنثى 93.0 ذكر، ويوجد لكل 100 أنثى في الثامنة عشر من عمرها فما فوق 87.6 ذكر.
بلغ متوسط دخل الأسرة في المدينة 110,894 دولارًا، أما متوسط دخل العائلة فبلغ 133,231 دولارًا. وكان متوسط دخل الذكور 96,585 دولارًا مقابل 52,052 دولارًا للإناث. وسجل دخل الفرد الخاص بالمدينة 76,566 دولارًا. وكانت نسبة 1.6% من العائلات ونسبة 2.5% من السكان تحت خط الفقر، وكان من هؤلاء نسبة 1.8% تحت سن الثامنة عشر ونسبة 5.1% في الخامسة والستين من العمر وما فوق.

### تعداد عام 2010
بلغ عدد سكان ري 15,720 نسمة بحسب تعداد عام 2010، وبلغ عدد الأسر 5,520 أسرة وعدد العائلات 4,054 عائلة مقيمة في المدينة. في حين سجلت الكثافة السكانية 303.1 نسمة لكل كيلومتر مربع (785.0/ميل2). وبلغ عدد الوحدات السكنية 5,957 وحدة بمتوسط كثافة قدره 114.9 لكل كيلومتر مربع (297.6/ميل2).
وتوزع التركيب العرقي للمدينة بنسبة 89.51% من البيض و1.49% من الأمريكيين الأفارقة و0.13% من الأمريكيين الأصليين و5.95% من الأمريكيين ذوي الأصول الآسيوية و0.01% من سكان جزر المحيط الهادئ و1.19% من الأعراق الأخرى و1.72% من عرقين مختلطين أو أكثر و6.45% من الهسبانيون أو اللاتينيون من أي عرق.
بلغ عدد الأسر 5,520 أسرة كانت نسبة 44.2% منها لديها أطفال تحت سن الثامنة عشر تعيش معهم، وبلغت نسبة الأزواج القاطنين مع بعضهم البعض 65.1% من أصل المجموع الكلي للأسر، ونسبة 6.2% من الأسر كان لديها معيلات من الإناث دون وجود شريك، بينما كانت نسبة 2.1% من الأسر لديها معيلون من الذكور دون وجود شريكة وكانت نسبة 26.6% من غير العائلات. تألفت نسبة 23.8% من أصل جميع الأسر من عدة أفراد يعيشون في نفس المنزل ونسبة 13.3% كانت تتألف من شخص يعيش بمفرده يبلغ من العمر 65 عاماً أو أكثر. وبلغ متوسط حجم الأسرة المعيشية 2.82، أما متوسط حجم العائلات فبلغ 3.40.
بلغ العمر الوسطي للسكان 40.8 عاماً. وكانت نسبة 32.6% من القاطنين تحت سن الثامنة عشر، وكانت نسبة 3.7% بين الثامنة عشر والرابعة والعشرين عاماً، ونسبة 21% كانت واقعةً في الفئة العمرية ما بين الخامسة والعشرين والرابعة والأربعين عاماً، ونسبة 27.7% كانت ما بين الخامسة والأربعين والرابعة والستين، ونسبة 15% كانت ضمن فئة الخامسة والستين عاماً فما فوق. وتوزع التركيب الجنسي للسكان بنسبة 48.1% ذكور و51.9% إناث.

## أعلام
- جون كلاركسون جاي
- إليزابيث جينوي
- جوزيف جوران
- إرفينغ هاربر
- جوستين هنري
- جيسون بيتمان
- نيكولا بيلتز
- ليكس باركر
- ديفد لي
- وليام مولتون مارستون